# جبرگرایی اجتماعی
جبرگرایی اجتماعی (به انگلیسی: Social determinism) نظریه ای است که تعاملات اجتماعی و سازه‌ها به تنهایی رفتارهای فردی را تعیین می‌کنند (برخلاف عوامل بیولوژیکی یا عینی).
برخی رفتارهای انسانی مانند ارتکاب قتل یا نوشتن شعر را در نظر بگیرید، یک جبرگرای اجتماعی فقط به پدیده‌های اجتماعی، مانند آداب و رسوم و انتظارات، آموزش و تعامل بین فردی، نگاه می‌کند تا تصمیم بگیرد که آیا فرد معینی، هر یک از این رفتارها را نشان می‌دهد یا خیر. آنها از نظر بیولوژیکی و سایر عوامل غیر اجتماعی مانند آرایش ژنتیکی، محیط جسمی و غیره کاهش می‌دهند. ایده‌های مربوط به طبیعت و زیست‌شناسی در نظر گرفته می‌شود که از نظر اجتماعی ساخته شده‌اند.

## بررسی اجمالی
جبرگرایی اجتماعی نخستین بار توسط امیل دورکیم (۱۸۵۸–۱۹۱۷)، فیلسوف فرانسوی ای که به عنوان پدر علم اجتماعی در نظر گرفته شد، مورد مطالعه قرار گرفت.
جبرگرایی اجتماعی، بیشتر در تقابل با جبرگرایی زیستی درک می‌شود. با این وجود، در نظریه مطالعات رسانه، جبرگرایی اجتماعی به عنوان همتای جبرگرایی فناورانه درک می‌شود. جبرگرایی فناورانه، این مفهوم است که تحول و توسعه فناوری اجتناب ناپذیر است و ویژگی‌های هر فناوری معین روش استفاده از جامعه ای را که در آن توسعه یافته تعیین می‌کند. مفهوم جبرگرایی فناورانه به این فرض بستگی دارد که تغییرات اجتماعی در نتیجه قابلیتهای جدیدی که فناوریهای جدید امکان‌پذیر می‌شوند به وجود می‌آیند.
مفهوم جبرگرایی اجتماعی با این دیدگاه مخالف است. جبرگرایی اجتماعی، فناوری را نتیجه جامعه ای که در آن توسعه یافته درک می‌کند. شماری از نظریه پردازان معاصر رسانه، از جمله لیلا گرین (۲۰۰۱)، گزارش‌های اقناعی در مورد جبرگرایی اجتماعی ارائه داده‌اند.
گرین در کتاب Technoculture(فناوری فرهنگی)، به بررسی در جزئیات کار از دیدگاه جبری اجتماعی می‌پردازد و استدلال می‌کند «فرایندهای اجتماعی تعیین تکنولوژی برای اهداف اجتماعی» هستند. وی ادعا می‌کند که هر توسعه فنی در طول تاریخ از یک نیاز اجتماعی به وجود آمده‌است، خواه این نیاز اقتصادی، سیاسی و نظامی باشد.
طبق گفته‌های گرین (۲۰۰۱)، فناوری همیشه با هدف یا وسیله خاصی در ذهن ساخته می‌شود. از آنجا که توسعه فناوری لزوماً با تأمین بودجه مالی تسهیل می‌شود، یک دیدگاه جبرگرایانه اجتماعی می‌پذیرد که این فناوری همیشه به منظور بهره‌مندی از کسانی که قادر به تأمین بودجه توسعه آن هستند، توسعه یافته‌است.
بنابراین جبرگرایان اجتماعی می‌فهمند که توسعه فناوری فقط توسط جامعه ای که در آن اتفاق می‌افتد تعیین نمی‌شود، بلکه به ناچار توسط ساختارهای قدرت موجود در آن جامعه شکل می‌گیرد.

## ایدئولوژی
اقدامات اجتماعی تعیین شده یک فرد می‌تواند تحت تأثیر نیروهایی باشد که جریان عقاید را کنترل می‌کنند. با ایجاد یک ایدئولوژی در جامعه فرد، اقدامات و واکنش‌های فرد به محرک‌ها از پیش تعیین شده برای رعایت قوانین اجتماعی تحمیل شده از پیش تعیین شده‌است. ایدئولوژی‌ها می‌توانند با استفاده از نهادهای اجتماعی مانند مدرسه، ایجاد شوند که «تبدیل به زمین‌هایی شده‌اند که نیروهای مدعی، منافع اجتماعی و سیاسی خود را ابراز می‌کنند ،» یا رسانه‌های جمعی، که «قدرت قابل توجهی در شکل‌گیری برنامه‌های اجتماعی و ایجاد افکار عمومی برای حمایت از آن برنامه دارند.»
این نیروها با ایجاد یک ساختار اجتماعی واقعیت، به‌طور مستقیم کنترل هژمونیک بر آینده افراد را ایجاد می‌کنند که احساس می‌کنند ساختار اجتماعی طبیعی است و بنابراین غیرقابل تغییر است. اقدامات آن‌ها در چارچوب جامعه خود پایه‌گذاری می‌شود به گونه ای که حتی اگر آنها دارای یک استعداد ذاتی برای یک ورزش باشند، اگر ساخت و ساز اجتماعی حاکی از آن باشد که نژاد آنها به‌طور کلی غیرمسئول است، یا ملت یا کشور آنها ورزشکار تولید نمی‌کند، بر امکان ورزشکاری آن‌ها در آینده تأثیر می‌گذارد. جامعهٔ آنها، اقدامات آن‌ها را تعیین کرده‌است.
جبرگرایی اجتماعی می‌تواند با تعیین قوانین اجتماعی طرفدار برنامه حزب باشد، به طوری که فرد برنامه حزب را از نظر اخلاقی صحیح تلقی کند، مثالی آن شورش‌های اجلاس سران گروه ۲۰ در تورنتو است. رسانه‌ها، تحت کنترل شرکت‌ها و دولت‌ها با دستورالعمل‌های خاص خود، آشوب‌ها را خشونت و خطرناک اعلام می‌کنند، اما هدف این آشوبگران، شورش علیه کسانی است که جایگاه قدرت آنها را قادر می‌سازد از سیستم برای منافع شخصی سوء استفاده کنند، زیرا تمرکز روی خشونت است. دیدگاه افراد در مورد موضوع مستقیماً تحت تأثیر رسانه‌ها قرار می‌گیرد و واکنش‌های آنها توسط آن شکل اجتماعی کنترل از پیش تعیین شده‌است. "به ما آموخته‌اند که فکر کنیم که سانسور، مکانیسم اصلی این است که چگونه رسانه‌ها با استفاده از اطلاعات به عنوان شکلی از کنترل اجتماعی هستند، اما در واقع آنچه گفته می‌شود، و چگونه به صورت انتخابی ارائه می‌شود، شکل بسیار قدرتمندتری از کنترل اطلاعات است. "

## استدلال علیه جبرگرایی اجتماعی
مطالعات علمی نشان داده‌است که رفتارهای اجتماعی تا حدودی ارثی است و می‌تواند در نوزادان و حتی روی جنین‌ها نیز تأثیر بگذارد.
سیمی بودن به معنای اجتماعی بودن به این معنی است که به نوزادان آموخته نمی‌شود که موجودات اجتماعی هستند، اما به عنوان موجودات اجتماعی آماده، به دنیا می‌آیند. نوزادان با مهارت اجتماعی ارثی به دنیا می‌آیند.
پیش-سیم کشی اجتماعی با مطالعه رفتار اجتماعی جنین و تعاملات اجتماعی در یک محیط چند جنین سروکار دارد. به‌طور خاص، سیم کشی قبل از اجتماع به رشدشناسی تعامل اجتماعی اشاره دارد. همچنین به‌طور غیررسمی به آن «سیم کشی اجتماعی» گفته می‌شود. این نظریه سؤال می‌کند که آیا تمایل به کنش اجتماعی از قبل از تولد وجود دارد یا خیر. تحقیقات در این تئوری نتیجه‌گیری می‌کنند که نوزادان با سیم کشی ژنتیکی منحصر به فرد در جهان به دنیا می‌آیند تا اجتماعی باشند.
شواهد محوری حمایت از فرضیه قبل از سیم کشی اجتماعی می‌تواند هنگام بررسی رفتار نوزادان آشکار شود. نوزادان، حتی چند ساعت پس از تولد، پیدا شده‌اند که آمادگی لازم برای تعامل اجتماعی را نشان می‌دهند. این آمادگی به روشهایی مانند تقلید آنها از حرکات صورت بیان می‌شود. این رفتار مشاهده شده نمی‌تواند به هر شکل فعلی جامعه پذیری یا ساخت و ساز اجتماعی کمک کند. در عوض، نوزادان به احتمال زیاد رفتار و هویت اجتماعی را از طریق ژنتیک به ارث می‌برند.
شواهد اصلی این نظریه با بررسی حاملگی دوقلوی کشف شده‌است. استدلال اصلی این است، اگر رفتارهای اجتماعی وجود دارد که قبل از تولد به ارث رسیده و توسعه یافته‌اند، باید انتظار داشت که جنین‌های دوقلو قبل از به دنیا آمدن به نوعی تعامل اجتماعی دست پیدا کنند؛ بنابراین، ده جنین در طی یک دوره زمانی با استفاده از تکنیک‌های سونوگرافی مورد تجزیه و تحلیل قرار گرفت. با استفاده از روش تحلیلی سینماتیک، نتایج این آزمایش بدست آمده‌است که جنینهای دوقلوی برای مدت طولانی‌تر و بیشتر در زمان ادامه حاملگی با یکدیگر در تعامل خواهند بود. محققان توانستند نتیجه بگیرند که عملکرد حرکات بین دوقلوها اتفاقی نبوده بلکه به‌طور خاص هدف قرار گرفته‌است.
فرضیه پیش از سیم کشی صحیح ثابت شد، "پیشرفت اصلی این مطالعه نشان دادن این است که" اقدامات اجتماعی "قبلاً در سه ماهه دوم بارداری انجام می‌شود. از هفته چهاردهم بارداری، جنینهای دوقلوی شروع به کار می‌کنند و حرکاتی را که به طور خاص با همزاد انجام می‌شود، اجرا می‌کنند. این یافته‌ها ما را وادار به پیش بینی ظهور رفتارهای اجتماعی می‌کند: وقتی زمینه را قادر می‌سازد، همانطور که در مورد جنینهای دوقلوی، اقدامات دیگر به کارگردانی نه تنها ممکن است بلکه بر عملکردهای خودمحور حاکم است. "